# Ик (Курганская область)
Ик — деревня в Юргамышском районе Курганской области. До 2022 года входила в состав Островского сельсовета.

## История
До 1917 года в составе Чинеевской волости Курганского уезда Тобольской губернии. По данным на 1926 год состояла из 118 хозяйств. В административном отношении являлась центром Икского сельсовета Юргамышского района Курганского округа Уральской области.

## Население
| 1989 | 2002 | 2010 |
| ---- | ---- | ---- |
| 80   | ↘78  | ↘48  |

По данным переписи 1926 года в деревне проживало 637 человек (319 мужчин и 318 женщин), в том числе: русские составляли 100 % населения.